# Carnac-Rouffiac
Carnac-Rouffiac település Franciaországban, Lot megyében. Lakosainak száma 230 fő (2022. január 1.). Carnac-Rouffiac Albas, Bélaye, Sauzet, Barguelonne-en-Quercy és Porte-du-Quercy községekkel határos.

## Népesség
A település népességének változása:
| Lakosok száma | 200  | 175  | 202  | 247  | 232  | 218  | 219  | 228  | 229  | 230  |
|               | 1968 | 1982 | 1990 | 2006 | 2013 | 2015 | 2017 | 2019 | 2020 | 2022 |